# Gymnema albiflorum
Gymnema albiflorum là một loài thực vật có hoa trong họ La bố ma. Loài này được Costantin mô tả khoa học đầu tiên năm 1912.